# Rainbow (sydkoreansk band)
 For alternative betydninger, se Rainbow (flertydig). (Se også artikler, som begynder med Rainbow)
Rainbow er en sydkoreansk pigegruppe med 7 medlemmer dannet af DSP Media i 2009. De syv medlemmer er: Kim Jaekyung (leder), Go Woori, Seungah, No Eul, Kim Jisook, Jung Yoonhye og Cho Hyunyoung.

## Medlemmer
- Kim Jaekyung, 김재경, 12.24.1988 (rød)
- Go Woori 고우리, 22.2.1988 (orange)
- Seungah 승아, 13.9.1988 (mørkeblå)
- No Eul 노을, 10.5.1989 (blå)
- Jung Yoonhye 정윤혜, 14.4.1990 (violet)
- Kim Jisook 김지숙, 18.7.1990 (grøn)
- Cho Hyunyoung 조현영, 11.8.1991 (gul)

## Koreansk diskografi
- Gossip Girl (2009)
- So Girls (2011)
- Rainbow Syndrome, Part 1** (2013)
- Rainbow Syndrome, Part 2** (2013)

## Japansk diskografi
Albums
- Over the Rainbow (2012)
- Over the Rainbow Special Edition (2012)

Singles
- A (2011)
- Mach (2011)
- Gonna Gonna Go! (2012)

## Soundtracks
- I love you, love (Call of the Country, 2010)
- You&I (City Hunter, 2011)
- Sad romantic (Sparkling, 2011)
- Sweet (Rainbow rose, 2012)
- Candy girls (Zoobles, 2012)

## Musikvideoer
- Gossip girl
- A
- To Me
- Sweet dreams
- A (japansk version)
- Mach (Japansk Version)
- Gonna Gonna Go
- Candy Girls
- Tell me Tell me
- Sunshine